# ACOX2
El gen Acox2 codifica en el autosoma 3 humano para la enzima Acil-CoA oxidasa 2 oxidando los ésteres de Coenzima A de los intermediarios de ácidos biliares y de ácidos di- tri hidroxicolestanoico. Se localiza en los peroxisomas de las células y presenta un tripéptido en el extremo C-terminal de la proteína formado por serina-lisina-leucina que sirve como señal de localización de peroxisoma. La deficiencia de esta enzima provoca una acumulación de intermediarios de ácidos grasos y ácidos biliares generando el síndrome de Zellweger.
| Base de datos       | Referencia                                                    |
| ------------------- | ------------------------------------------------------------- |
| NCBI                | 8309                                                          |
| ENSEMBL             | ENSG00000168306                                               |
| UniProt             | Q99424                                                        |
| OMIM                | *601641                                                       |
| Genome browser UCSC | Human 601641                                                  |
| PDB                 | Q99424 Archivado el 26 de febrero de 2015 en Wayback Machine. |

- Datos: Q18032808